# 劉利 (臨穎公主)

临颍公主（?—?），东汉第四任皇帝和帝刘肇的女儿，名刘利。她是刘肇的第三女，延平元年（106年），她的兄弟汉殇帝刘隆册封刘利为临颍公主。
元初元年（114年），刘利下嫁贾复的曾孙即墨侯贾建，被封为长公主，兼食颍、阴、许合计三县共数万户为食邑。时邓太后临朝，刘利最为得宠，邓太后以贾建为侍中。